# Ослава-Домброва
Ослава-Домброва (пол. Osława-Dąbrowa) — село в Польщі, у гміні Студзениці Битівського повіту Поморського воєводства.
Населення — 528 осіб (2011).
У 1975-1998 роках село належало до Слупського воєводства.

## Демографія
Демографічна структура станом на 31 березня 2011 року:
|          | Загалом | Допрацездатний вік | Працездатний вік | Постпрацездатний вік |
| -------- | ------- | ------------------ | ---------------- | -------------------- |
| Чоловіки | 264     | 54                 | 186              | 24                   |
| Жінки    | 264     | 58                 | 168              | 38                   |
| Разом    | 528     | 112                | 354              | 62                   |